# Concerto per un primo amore
Concerto per un primo amore è il quarto album di Tito Schipa Jr., pubblicato dall'etichetta discografica Gattocicova nel 1983.
L'album è stato prodotto da Gualtiero Gatto e Gilberto Sebastianelli, mentre gli arrangiamenti sono di Antonino Valenti.

## Tracce
- Lato A

1. Stazione di Sale Langhe (Marco Piacente, Tito Schipa Jr)
2. Il granaio vicino alla chiesa (Marco Piacente, Tito Schipa Jr)
3. La tempesta e le lucciole (Testi di Marco Piacente e Tito Schipa Jr, Musica di Antonino Valenti)
4. Non passerete (Tito Schipa Jr)
5. Ho pensato a te papà (Tito Schipa Jr)

- Lato B

1. Child of darkness (live) (Marco Piacente, Tito Schipa Jr) - Teatro Ambra di Torino, 17 gennaio 1981
2. Uccidetemi (Tito Schipa Jr)
3. Donna Daniela (Tito Schipa Jr)
4. Porta Pia Autori: (Marco Piacente, Tito Schipa Jr)
5. Anna Viola (Marco Piacente, Tito Schipa Jr)

## Formazione
- Tito Schipa Jr. – voce, pianoforte
- Beppe Bellussi – batteria
- Marcello Capra – chitarra
- Giuliano Miglietta – tastiera
- Benedetto Pizzuto – basso
- Antonino Valenti – tastiera
- Gigi Cavicchioli – sax